# Le Berceau des anges
Le Berceau des anges est une mini-série québécoise en cinq épisodes de 45 minutes librement inspirées de faits réels selon l'idée originale de Sylvie Roy. Scénarisée par Jacques Savoie et réalisée par Ricardo Trogi, la série est originellement diffusée du 16 au 19 mars 2015 à Séries+. En 2022, la série est rediffusée sur ICI ARTV et est disponible sur ICI TOU.TV Extra,.
La série a fait l'objet d'un documentaire relatant la vraie histoire derrière la série, diffusé après la finale, sur Historia.

## Fiche technique
- Réalisateur : Ricardo Trogi
- Scénario : Jacques Savoie
- Producteurs : Sylvie Roy et Luc Wiseman
- Société de production : Avanti Ciné Vidéo

## Distribution
- Marianne Fortier : Gabrielle Hébert
- Sébastien Delorme : Edgar McCoy
- Isabelle Blais : Alice McCoy
- Gildor Roy : Gilles Blanchard
- Ève Duranceau : Denise Royer
- Victoria Sánchez : Theresa Bagatta
- Sandrine Bisson : Sarah Weiman
- Hugo Giroux : Harry Moyneur
- Marie-Ève Milot : Colette
- Alexandrine Agostini : Sœur Marie-de-la-Sainte-Trinité
- Gaston Lepage : Père Lefebvre
- Marianne Verville : Loulou Hébert
- Marjolaine Lemieux : Françoise Hébert
- Olivier Aubin : René Hébert
- Lou-Pascal Tremblay : Étienne Lévesque
- Jean-François Boudreau : Dr Legault
- Francis-William Rhéaume : Alexis
- Marie-Josée Forget : Jeanine
- Dany Michaud : Philippe
- Didier Hoffmann : Technicien écoute
- Richard Robitaille : Père d'Étienne
- Denis LaRocque : Dr Perreault
- Frédéric Etherlinck : Bernard Rosenthal
- Céline France : Hannah Rosenthal
- Martine Francke : Sœur Constance
- Jean-Antoine Charest : Chauffeur de taxi
- Maude Carmel-Ouellet : Fille chambre privée
- Camille Mongeau : Fille chambre privée
- Kathleen Fortin : Mado
- Violette Chauveau : Edith Fisher
- Daniel Parent : Henri Béchard
- Julian Casey : Louis Glazer
- Lorne Brass : Herman Buller
- Katherine Levac : Mère
- Rachel Anctil-Poirier : Fille
- Laurence Beaudoin-Masse : Sœur Dominique
- Ron Savage : Acolyte de Béchard
- Hugues Frenette : Procureur Dupuis
- Mélissa Dion Des Landes : Madeleine Bernatchez
- Blaise Tardif : Policier
- Guillaume Girard : Émile Levert
- Juliette Gosselin : Josiane
- Jean-Sébastien Lavoie : Médecin de Colette
- Nathalie Baroud : Infirmière accouchement
- Sandra Dumaresq : Infirmière hôpital
- Bill Rowat : Avocat de Buller
- Roch Aubert : Juge Almond

## Accueil
La série a été vue en moyenne par 437 000 téléspectateurs à Séries+, et le documentaire sur Historia par 230 000 téléspectateurs.